# Taleleu (jurista)
Taleleu (en llatí Thalelaeus, en grec Θαλέλαιος) fou un jurista romà d'Orient del temps de Justinià I. Era probablement professor de lleis a Constantinoble.
No apareix entre els juristes que sota la presidència de Tribonià van compilar les lleis (Codi de Justinià). Tenia una considerable reputació i és anomenat "ull de la jurisprudència" ( τῆς νομικῆς ὀφθαλμός).
La seva obra principal fou un comentari en grec del Codi de Justinià, que estava dividit en tres parts. La primera i més completa és una introducció al coneixement del Codi, τὸ πλάτος que de vegades es dona als tres comentaris, de gran importància per ser molt acurats i complets. La segona part era una versió grega literal (κατὰ πόδας) de les constitucions que existien en llatí al Codi, o bé un extracte de les que havien estat copiats en grec a la mateixa col·lecció. La tercera part consistia en unes observacions sobre les constitucions gregues i llatines.
El comentari de Taleleu és el més important de tot el que s'ha escrit sobre les constitucions contingudes en el Codi. No es va conformar amb comentar les constitucions tal com apareixen al Codi, sinó que va consultar els textos originals. Se li atribueixen també una traducció i uns comentaris al Digest, però sembla que no eren d'ell.